# Balombo
Balombo és un municipi de la província de Benguela, a Angola. Té una extensió de 2.635 km² i 99.321 habitants segons el cens de 2014. Comprèn les comunes de Balombo, Chindumbo, Chingongo i Maka Mombolo. Limita al nord amb els municipis de Cassongue, a l'est amb el municipi de Londuimbale, al sud amb els municipis d'Ukuma, Tchinjenje i Ganda i a l'oest amb el municipi de Bocoio.